# Delta Amacuro
Delta Amacuro je jedním ze 23 spolkových států Venezuely. Nachází se na severovýchodě země. Má rozlohu 40 200 km² a žije v něm okolo 170 000 obyvatel (druhý nejméně lidnatý stát Venezuely). Hlavním městem je Tucupita (80 000 obyvatel). Dělí se na čtyři okresy. Státní heslo zní „La Paz en la Federación“ („Mír ve federaci“), státním stromem je kořenovník obecný.
Stát se nachází u pobřeží Parijského zálivu a zahrnuje rozsáhlou deltu řeky Orinoko, porostlou tropickým deštným pralesem, patří k němu i Corocoro a další ostrovy. Řeka Amacuro tvoří státní hranici mezi Venezuelou a Guyanou. Území je rovinaté, nejvyšším bodem je Monte Indira (687 m). Pěstuje se rýže, kukuřice, maniok a banánovník, loví se ryby, ekonomicky významná je těžba ropy, zlata a bauxitu. Turistickou atrakcí je národní park Delta del Orinoco-Mariusa a vodopád Salto el Mono.
Původními obyvateli jsou indiáni z kmene Warao,, většinu populace tvoří mestici. Roku 1498 zde přistál Kryštof Kolumbus. Region byl původně součástí provincie Guayana, pak federálním teritoriem a v roce 1991 získal postavení jednoho ze států federace.

## Okresy
- Antonio Díaz (hlavní město Curiapo)
- Casacoima (hlavní město Sierra Imataca)
- Pedernales (hlavní město Pedernales)
- Tucupita (hlavní město Tucupita)